# Gornja Gorevnica
Gornja Gorevnica (em cirílico: Горња Горевница) é uma vila da Sérvia localizada na cidade de Čačak, pertencente ao distrito de Moravica, na região de Pomoravlje. A sua população era de 1274 habitantes segundo o censo de 2011.

## Demografia
| 1948 | 1953 | 1961 | 1971 | 1981 | 1991 | 2002 | 2011 |
| ---- | ---- | ---- | ---- | ---- | ---- | ---- | ---- |
| 2366 | 2346 | 2163 | 1848 | 1708 | 1616 | 1399 | 1274 |